# وارلا ۱۹۰۲۳
سیارک ۱۹۰۲۳ (به انگلیسی: 19023 Varela، نامگذاری:2000SH111) نوزده هزار و بیست و سومین سیارک کشف شده‌است که در ۲۴ سپتامبر ۲۰۰۰ کشف شد.
قدر مطلق سیارک برابر ۱۷.۰ است.